# Bacup
Bacup è un paese di 12.763 abitanti del Lancashire, in Inghilterra.